# تویوشی تاکاهاشی
تویوشی تاکاهاشی (ژاپنی: 高橋 豊二) یک بازیکن فوتبال اهل ژاپن است.
از باشگاه‌هایی که در آن بازی کرده‌است می‌توان به دانشگاه توکیو اشاره کرد.